# US Open 1972 (Badminton)
Die US Open 1972 im Badminton fanden vom 3. bis zum 5. April 1972 auf der Offutt Air Force Base nahe Omaha statt. Es war die 19. Auflage der internationalen Meisterschaften der USA im Badminton.

## Titelträger
| Disziplin    | Sieger                           |
| ------------ | -------------------------------- |
| Herreneinzel | Sture Johnsson                   |
| Dameneinzel  | Eva Twedberg                     |
| Herrendoppel | Derek Talbot Elliot Stuart       |
| Damendoppel  | Anne Berglund Pernille Kaagaard  |
| Mixed        | Flemming Delfs Pernille Kaagaard |

## Finalresultate
| Disziplin    | Sieger                           | Finalist                     | Ergebnis           |
| ------------ | -------------------------------- | ---------------------------- | ------------------ |
| Herreneinzel | Sture Johnsson                   | Derek Talbot                 | 15–3, 13–15, 15–8  |
| Dameneinzel  | Eva Twedberg                     | Pam Stockton                 | 11–8, 11–7         |
| Herrendoppel | Derek Talbot Elliot Stuart       | Mike Adams Thomas Carmichael | 15–9, 5–15, 15–3   |
| Damendoppel  | Anne Berglund Pernille Kaagaard  | Polly Bretzke Pam Stockton   | 15–10, 10–15, 15–9 |
| Mixed        | Flemming Delfs Pernille Kaagaard | Elliot Stuart Eva Twedberg   | 15–5, 15–1         |

## Referenzen
- The Montreal Gazette, 3. April 1972.
- Ergebnisse Seite 11
- Invaders win all American titles. (PDF) In: worldbadminton.com. Mai 1972, S. 11, abgerufen am 26. Dezember 2024 (englisch).

1954 |
1955 |
1956 |
1957 |
1958 |
1959 |
1960 |
1961 |
1962 |
1963 |
1964 |
1965 |
1966 |
1967 |
1968 |
1969 |
1970 |
1971 |
1972 |
1973 |
1976 |
1983 |
1984 |
1985 |
1986 |
1987 |
1988 |
1990 |
1991 |
1992 |
1993 |
1994 |
1995 |
1996 |
1997 |
1998 |
1999 |
2000 |
2001 |
2002 |
2003 |
2004 |
2005 |
2006 |
2007 |
2008 |
2009 |
2010 |
2011 |
2012 |
2013 |
2014 |
2015 |
2016 |
2017 |
2018 |
2019 |
2023 |
2024 |
2025